# Armeense luchtmacht
De Armeense luchtmacht (Armeens: Հայաստանի Ռազմաօդային Ուժեր) is de luchtmachttak van de Armeense strijdkrachten.

## Geschiedenis
De Armeense luchtmacht werd in 1992 opgericht, volgend op het uiteenvallen van de Sovjet-Unie. Naar eigen zeggen had Armenië drie gevechtsvliegtuigen overgeërfd van de Sovjet-Unie en dertien gevechtshelikopters. De luchtmacht kwam voor het eerst in actie bij het Nagorno Karabachconflict zonder veel triomf. Bij gebrek aan effectieve eigen luchtdefensie heeft Armenië een militair pact met Rusland waarbij die laatste Armeniës luchtruim bewaakt. Intussen investeert de Armeense overheid in de modernisering van haar vloot. Bijvoorbeeld met de aankoop van twintig jaar oude Soechoj Soe-25's van Slowakije in 2004 en Soechoj Soe-27's van Rusland in 2006.

## Luchtmachtbases
Hoofdbases van de Armeense luchtmacht:
- Op de Luchthaven Erebuni nabij de hoofdstad Jerevan,
- Op de Luchthaven Shirak nabij Gjoemri,
- Trainingsbasis op de lokale Luchthaven Yerevan Yegvard nabij Arzni.

## Inventaris

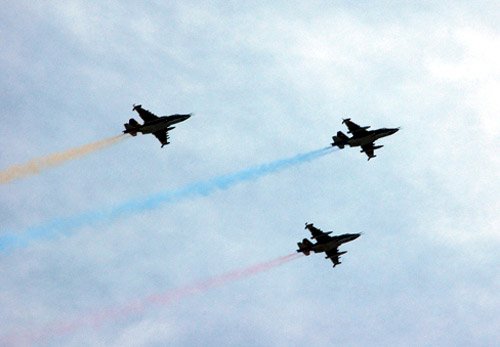
Armeense gevechtsvliegtuigen trekken de kleuren van de nationale vlag.

| Toestel                   | Versie(s)                      | #                | Rol                                     | Herkomst    |             |
| Vliegtuigen               | Vliegtuigen                    | Vliegtuigen      | Vliegtuigen                             | Vliegtuigen | Vliegtuigen |
| ------------------------- | ------------------------------ | ---------------- | --------------------------------------- | ----------- | ----------- |
| Aero L-29                 |                                | 0 (1)            | training                                | Tsjechië    |             |
| Aero L-39                 |                                | 4 (6)            | traininglichte aanval                   | Tsjechië    |             |
| Antonov An-2              | An-2TD                         | 6 (6-10)         | transport                               | Sovjet-Unie |             |
| Antonov An-24             |                                | 1                | transport                               | Sovjet-Unie |             |
| Antonov An-32             |                                | 1 (2)            | transport                               | Sovjet-Unie |             |
| Antonov An-72             |                                | 0 (2)            | passagiers                              | Sovjet-Unie |             |
| Iljoesjin Il-76           |                                | 2                | transport                               | Sovjet-Unie |             |
| Mikojan-Goerevitsj MiG-25 | MiG-25PD                       | 1                | onderschepping                          | Sovjet-Unie |             |
| Soechoj Soe-25            | Soe-25Soe-25UBSoe-25KSoe-25UBK | 4 (5)191         | gevecht                                 | Sovjet-Unie |             |
| Tupolev Tu-134            |                                | 0 (1)            | passagiers                              | Sovjet-Unie |             |
| Tupolev Tu-154            |                                | 0 (1)            | passagiers                              | Sovjet-Unie |             |
| Jakovlev Jak-18           | Jak-18T                        | 1                | passagiers                              | Sovjet-Unie |             |
| Helikopters               |                                |                  |                                         |             |             |
| Mil Mi-2                  |                                | 6 (9-16)         | varia                                   | Sovjet-Unie |             |
| Mil Mi-8                  | Mi-8TMi-8MT/17Mi-9             | 8-9 (11)2-3 (7)2 | transportAirborne Early Warningcommando | Sovjet-Unie |             |
| Mil Mi-24                 | Mi-24KMi-24PMi-24R             | 2 (6)7 (8)2      | aanval                                  | Sovjet-Unie |             |